# Distenia gressitti
Distenia gressitti är en skalbaggsart som beskrevs av Steven W. Lingafelter 2007. Distenia gressitti ingår i släktet Distenia och familjen långhorningar.
Artens utbredningsområde är Fiji. Inga underarter finns listade i Catalogue of Life.